# Umiot (obwód wołgogradzki)
Umiot (ros. Умёт) – wieś w Rosji, w obwodzie wołgogradzkim, w rejonie kamyszyńskim. W 2010 liczyła 1248 mieszkańców.